# Roslagsbanan
| Zug der Roslagsbanan auf der neuen Stocksundbrücke |                                                                                        |                                                    |                                                    |
| Linienplan |                                                                                        |                                                    |                                                    |
| Streckenlänge: | 65,1 km                                                                                |                                                    |                                                    |
| Spurweite: | 891 mm (schwed. 3-Fuß-Spur)                                                            |                                                    |                                                    |
| Stromsystem: | 1500 V =                                                                               |                                                    |                                                    |
| Streckengeschwindigkeit: | 80 km/h                                                                                |                                                    |                                                    |
| Zugbeeinflussung: | ATC                                                                                    |                                                    |                                                    |
| Zweigleisigkeit: | Stockholms östra–Vallentuna Roslags Näsby–Viggbyholm Hägernäs–Arninge Rydbo–Åkersberga |                                                    |                                                    |
| |                                                                                        |                                                    |                                                    |
| \| \| 55,1 \| Rimbo \| Rimbo \| \| \| 49,5 \| Rö \| Rö \| \| \| 47,7 \| Sparren \| Sparren \| \| \| 41,7 \| Kårsta \| Kårsta \| \| \| 38,5 \| Ekskogen \| Ekskogen \| \| \| 34,6 \| Frösunda \| Frösunda \| \| \| 28,8 \| Lindholmen \| Lindholmen \| \| \| 27,2 \| \| \| \| \| \| Bahnbetriebswerk Molnby \| \| \| \| 25,5 \| Molnby \| Molnby \| \| \| 24,1 \| Ormsta \| Ormsta \| \| \| 22,7 \| Vallentuna \| Vallentuna \| \| \| 21,5 \| Bällsta \| Bällsta \| \| \| 19,9 \| Kragstalund \| Kragstalund \| \| \| 19,5 \| Byle \| Byle \| \| \| 18,8 \| Täby kyrkby \| Täby kyrkby \| \| \| 16,8 \| Karby (geplant bis 2030) \| Karby (geplant bis 2030) \| \| \| 14,2 \| Visinge \| Visinge \| \| \| 13,2 \| Ensta \| Ensta \| \| \| 11,9 \| Tibble \| Tibble \| \| \| 29,4 \| Österskär \| Österskär \| \| \| 28,6 \| Tuna Gård \| Tuna Gård \| \| \| 27,2 \| Åkersberga \| Åkersberga \| \| \| 25,5 \| Åkers Runö \| Åkers Runö \| \| \| 23,2 \| Täljö \| Täljö \| \| \| 20,0 \| Rydbo \| Rydbo \| \| \| 17,1 \| Arninge (2021–) \| Arninge (2021–) \| \| \| 15,6 \| Hägernäs \| Hägernäs \| \| \| 14,3 \| Viggbyholm \| Viggbyholm \| \| \| 13,1 \| Galoppfältet (Åkerby) \| Galoppfältet (Åkerby) \| \| \| 12,4 \| Täby Centrum (Grindtorp) \| Täby Centrum (Grindtorp) \| \| \| 11,2 \| \| \| \| \| 11,0 \| Roslags Näsby \| Roslags Näsby \| \| \| 9,9 \| Enebyberg \| Enebyberg \| \| \| 8,3 \| Djursholms Ekeby \| Djursholms Ekeby \| \| \| 7,4 \| Bråvallavägen \| Bråvallavägen \| \| \| 11,7 \| Näsbypark \| Näsbypark \| \| \| 11,0 \| Näsby Allé \| Näsby Allé \| \| \| 10,2 \| Lahäll \| Lahäll \| \| \| 8,5 \| Altorp \| Altorp \| \| \| 7,8 \| Östberga \| Östberga \| \| \| 7,2 \| Vendevägen \| Vendevägen \| \| \| 12,0 \| Svalnäs \| Svalnäs \| \| \| 11,2 \| Eddavägen \| Eddavägen \| \| \| 10,7 \| Vikingavägen \| Vikingavägen \| \| \| \| Vägporten \| \| \| \| 9,9 \| Djursholms Framnäsviken \| Djursholms Framnäsviken \| \| \| 9,3 \| Germania \| Germania \| \| \| 9,1 \| Slottsvägen \| Slottsvägen \| \| \| 8,7 \| Restauranten/Djursholms torg (1924–1975) \| Restauranten/Djursholms torg (1924–1975) \| \| \| 8,3 \| Auravägen (1924–1952) \| Auravägen (1924–1952) \| \| \| 8,1 \| Sveavägen (1924–1975) \| Sveavägen (1924–1975) \| \| \| 7,5 \| Bragevägen (1924–1975) \| Bragevägen (1924–1975) \| \| \| 6,8 \| \| \| \| \| 6,7 \| Djursholms Ösby \| Djursholms Ösby \| \| \| 6,5 \| \| \| \| \| 6,4 \| Depot \| Depot \| \| \| 5,6 \| Mörby \| Mörby \| \| \| \| Betriebswerk und Depot Mörby \| \| \| \| 4,9 \| \| \| \| \| 4,8 \| \| \| \| \| 4,6 \| Hp. Stocksund (1996–) \| Hp. Stocksund (1996–) \| \| \| 4,5 \| ehem. Bf. Stocksund (1885–1996) \| ehem. Bf. Stocksund (1885–1996) \| \| \| \| Sikrenotunnel (1996–) \| \| \| \| \| Stocksundsbron \| \| \| \| 3,9 \| \| \| \| \| 2,9 \| Frescati (–14. Juni 2009) \| Frescati (–14. Juni 2009) \| \| \| 2,2 \| Universitetet (7. Januar 2010–) \| Universitetet (7. Januar 2010–) \| \| \| 1,7 \| Universitetet (Experimentalfältet, –14. Juni 2009) \| Universitetet (Experimentalfältet, –14. Juni 2009) \| \| \| \| Bahnstrecke Karlberg/Tomteboda–Värtan \| \| \| \| 1,0 \| für Überführung (Normalspur) –1996 \| für Überführung (Normalspur) –1996 \| \| \| 0,0 \| Stockholms östra Übergang 14 \| Stockholms östra Übergang 14 \| |                                                                                        |                                                    |                                                    |
| Kopfbahnhof Streckenanfang (Strecke außer Betrieb) | 55,1                                                                                   | Rimbo                                              | Rimbo                                              |
| Bahnhof (Strecke außer Betrieb) | 49,5                                                                                   | Rö                                                 | Rö                                                 |
| Haltepunkt / Haltestelle (Strecke außer Betrieb) | 47,7                                                                                   | Sparren                                            | Sparren                                            |
| Kopfbahnhof Strecke bis hier außer Betrieb | 41,7                                                                                   | Kårsta                                             | Kårsta                                             |
| Haltepunkt / Haltestelle | 38,5                                                                                   | Ekskogen                                           | Ekskogen                                           |
| Haltepunkt / Haltestelle | 34,6                                                                                   | Frösunda                                           | Frösunda                                           |
| Bahnhof | 28,8                                                                                   | Lindholmen                                         | Lindholmen                                         |
| Strecke von links · Abzweig geradeaus und nach rechts | 27,2                                                                                   |                                                    |                                                    |
| Betriebs-/Güterbahnhof Streckenende · Strecke |                                                                                        | Bahnbetriebswerk Molnby                            | Bahnbetriebswerk Molnby                            |
| Haltepunkt / Haltestelle | 25,5                                                                                   | Molnby                                             | Molnby                                             |
| Bahnhof | 24,1                                                                                   | Ormsta                                             | Ormsta                                             |
| Bahnhof | 22,7                                                                                   | Vallentuna                                         | Vallentuna                                         |
| Haltepunkt / Haltestelle | 21,5                                                                                   | Bällsta                                            | Bällsta                                            |
| Haltepunkt / Haltestelle | 19,9                                                                                   | Kragstalund                                        | Kragstalund                                        |
| ehemaliger Haltepunkt / Haltestelle | 19,5                                                                                   | Byle                                               | Byle                                               |
| Bahnhof | 18,8                                                                                   | Täby kyrkby                                        | Täby kyrkby                                        |
| ehemaliger Bahnhof | 16,8                                                                                   | Karby (geplant bis 2030)                           | Karby (geplant bis 2030)                           |
| Haltepunkt / Haltestelle | 14,2                                                                                   | Visinge                                            | Visinge                                            |
| Haltepunkt / Haltestelle | 13,2                                                                                   | Ensta                                              | Ensta                                              |
| Haltepunkt / Haltestelle | 11,9                                                                                   | Tibble                                             | Tibble                                             |
| Strecke · Kopfbahnhof Streckenanfang | 29,4                                                                                   | Österskär                                          | Österskär                                          |
| Strecke · Haltepunkt / Haltestelle | 28,6                                                                                   | Tuna Gård                                          | Tuna Gård                                          |
| Strecke · Bahnhof | 27,2                                                                                   | Åkersberga                                         | Åkersberga                                         |
| Strecke · Haltepunkt / Haltestelle | 25,5                                                                                   | Åkers Runö                                         | Åkers Runö                                         |
| Strecke · Haltepunkt / Haltestelle | 23,2                                                                                   | Täljö                                              | Täljö                                              |
| Strecke · Bahnhof | 20,0                                                                                   | Rydbo                                              | Rydbo                                              |
| Strecke · Haltepunkt / Haltestelle | 17,1                                                                                   | Arninge (2021–)                                    | Arninge (2021–)                                    |
| Strecke · Bahnhof | 15,6                                                                                   | Hägernäs                                           | Hägernäs                                           |
| Strecke · Bahnhof | 14,3                                                                                   | Viggbyholm                                         | Viggbyholm                                         |
| Strecke · Haltepunkt / Haltestelle | 13,1                                                                                   | Galoppfältet (Åkerby)                              | Galoppfältet (Åkerby)                              |
| Strecke · Bahnhof | 12,4                                                                                   | Täby Centrum (Grindtorp)                           | Täby Centrum (Grindtorp)                           |
| Abzweig geradeaus und von links · Strecke nach rechts | 11,2                                                                                   |                                                    |                                                    |
| Bahnhof | 11,0                                                                                   | Roslags Näsby                                      | Roslags Näsby                                      |
| Haltepunkt / Haltestelle | 9,9                                                                                    | Enebyberg                                          | Enebyberg                                          |
| Haltepunkt / Haltestelle | 8,3                                                                                    | Djursholms Ekeby                                   | Djursholms Ekeby                                   |
| Haltepunkt / Haltestelle | 7,4                                                                                    | Bråvallavägen                                      | Bråvallavägen                                      |
| Strecke · Kopfbahnhof Streckenanfang | 11,7                                                                                   | Näsbypark                                          | Näsbypark                                          |
| Strecke · Haltepunkt / Haltestelle | 11,0                                                                                   | Näsby Allé                                         | Näsby Allé                                         |
| Strecke · Haltepunkt / Haltestelle | 10,2                                                                                   | Lahäll                                             | Lahäll                                             |
| Strecke · Bahnhof | 8,5                                                                                    | Altorp                                             | Altorp                                             |
| Strecke · Haltepunkt / Haltestelle | 7,8                                                                                    | Östberga                                           | Östberga                                           |
| Strecke · Haltepunkt / Haltestelle | 7,2                                                                                    | Vendevägen                                         | Vendevägen                                         |
| Strecke · Strecke · Haltepunkt / Haltestelle Streckenanfang (Strecke außer Betrieb) | 12,0                                                                                   | Svalnäs                                            | Svalnäs                                            |
| Strecke · Strecke · Haltepunkt / Haltestelle (Strecke außer Betrieb) | 11,2                                                                                   | Eddavägen                                          | Eddavägen                                          |
| Strecke · Strecke · Haltepunkt / Haltestelle (Strecke außer Betrieb) | 10,7                                                                                   | Vikingavägen                                       | Vikingavägen                                       |
| Strecke · Strecke · Haltepunkt / Haltestelle (Strecke außer Betrieb) |                                                                                        | Vägporten                                          | Vägporten                                          |
| Strecke · Strecke · Bahnhof (Strecke außer Betrieb) | 9,9                                                                                    | Djursholms Framnäsviken                            | Djursholms Framnäsviken                            |
| Strecke · Strecke · Haltepunkt / Haltestelle (Strecke außer Betrieb) | 9,3                                                                                    | Germania                                           | Germania                                           |
| Strecke · Strecke · Haltepunkt / Haltestelle (Strecke außer Betrieb) | 9,1                                                                                    | Slottsvägen                                        | Slottsvägen                                        |
| Strecke · Strecke · Haltepunkt / Haltestelle (Strecke außer Betrieb) | 8,7                                                                                    | Restauranten/Djursholms torg (1924–1975)           | Restauranten/Djursholms torg (1924–1975)           |
| Strecke · Strecke · Haltepunkt / Haltestelle (Strecke außer Betrieb) | 8,3                                                                                    | Auravägen (1924–1952)                              | Auravägen (1924–1952)                              |
| Strecke · Strecke · Haltepunkt / Haltestelle (Strecke außer Betrieb) | 8,1                                                                                    | Sveavägen (1924–1975)                              | Sveavägen (1924–1975)                              |
| Strecke · Strecke · Haltepunkt / Haltestelle (Strecke außer Betrieb) | 7,5                                                                                    | Bragevägen (1924–1975)                             | Bragevägen (1924–1975)                             |
| Strecke · Abzweig geradeaus und ehemals von links · Strecke nach rechts (außer Betrieb) | 6,8                                                                                    |                                                    |                                                    |
| Bahnhof · Bahnhof | 6,7                                                                                    | Djursholms Ösby                                    | Djursholms Ösby                                    |
| Abzweig geradeaus und von links · Strecke nach rechts | 6,5                                                                                    |                                                    |                                                    |
| Betriebs-/Güterbahnhof Streckenanfang und quer (Strecke außer Betrieb) · Abzweig geradeaus und ehemals nach rechts | 6,4                                                                                    | Depot                                              | Depot                                              |
| Haltepunkt / Haltestelle | 5,6                                                                                    | Mörby                                              | Mörby                                              |
| Betriebs-/Güterbahnhof Streckenanfang · Strecke |                                                                                        | Betriebswerk und Depot Mörby                       | Betriebswerk und Depot Mörby                       |
| Strecke nach links · Abzweig geradeaus und von rechts | 4,9                                                                                    |                                                    |                                                    |
| Abzweig geradeaus und ehemals nach links · Strecke von rechts (außer Betrieb) | 4,8                                                                                    |                                                    |                                                    |
| Haltepunkt / Haltestelle · Strecke (außer Betrieb) | 4,6                                                                                    | Hp. Stocksund (1996–)                              | Hp. Stocksund (1996–)                              |
| Strecke · Bahnhof (Strecke außer Betrieb) | 4,5                                                                                    | ehem. Bf. Stocksund (1885–1996)                    | ehem. Bf. Stocksund (1885–1996)                    |
| Tunnel · Strecke (außer Betrieb) |                                                                                        | Sikrenotunnel (1996–)                              | Sikrenotunnel (1996–)                              |
| Brücke über Wasserlauf |                                                                                        | Stocksundsbron                                     | Stocksundsbron                                     |
| Abzweig geradeaus und ehemals von links · Strecke nach rechts (außer Betrieb) | 3,9                                                                                    |                                                    |                                                    |
| ehemaliger Bahnhof | 2,9                                                                                    | Frescati (–14. Juni 2009)                          | Frescati (–14. Juni 2009)                          |
| Haltepunkt / Haltestelle | 2,2                                                                                    | Universitetet (7. Januar 2010–)                    | Universitetet (7. Januar 2010–)                    |
| ehemaliger Bahnhof | 1,7                                                                                    | Universitetet (Experimentalfältet, –14. Juni 2009) | Universitetet (Experimentalfältet, –14. Juni 2009) |
| Abzweig quer und ehemals von rechts · Kreuzung geradeaus oben |                                                                                        | Bahnstrecke Karlberg/Tomteboda–Värtan              | Bahnstrecke Karlberg/Tomteboda–Värtan              |
| Strecke nach links (außer Betrieb) · Abzweig geradeaus und ehemals von rechts | 1,0                                                                                    | für Überführung (Normalspur) –1996                 | für Überführung (Normalspur) –1996                 |
| Kopfbahnhof Streckenende | 0,0                                                                                    | Stockholms östra Übergang 14                       | Stockholms östra Übergang 14                       |

Die schmalspurige Eisenbahnstrecke Roslagsbanan mit einer Spurweite von 891 mm verbindet die nordöstlichen Vororte von Stockholm mit der schwedischen Hauptstadt. Der Name bezieht sich auf die Region Roslagen, in der mehrere Stationen liegen. Es handelt sich dabei um einen Rest des Netzes der Eisenbahngesellschaft Stockholm–Roslagens Järnvägar AB (SRJ). Ursprünglich wurde das gesamte Netz dieser Gesellschaft umgangssprachlich als Roslagsbanan bezeichnet.

## Geschichte
Die Geschichte bis 1972 wird im Artikel über Stockholm–Roslagens Järnvägar behandelt. Das Streckenband rechts zeigt das Streckennetz zwischen Stockholm und Rimbo zum Zeitpunkt der Übergabe an SL mit den späteren Änderungen.

### Übernahme durch SL
Am 1. Mai 1972 übergab die staatliche schwedische Eisenbahngesellschaft Statens Järnvägar (SJ) die verbliebenen elektrifizierten Strecken der Stockholm–Roslagens Järnvägar südlich von Rimbo mitsamt den Fahrzeugen an Storstockholms Lokaltrafik (SL). SL betreibt auf diesen Strecken Regionalverkehr unter dem Namen Roslagsbanan, der umgangssprachlichen Bezeichnung für das ehemalige Gesamtnetz. Der nördlichste Abschnitt zwischen Kårsta und Rimbo wurde von SL im Januar 1981 vollständig stillgelegt und anschließend abgebaut. Seitdem ist der ehemalige Eisenbahnknoten Rimbo ohne jeglichen Gleisanschluss.

### Stilllegung der Djursholmsbahn
Ab dem 27. August 1973 reduzierte SL den Verkehr auf der Djursholmsbahn Djursholms Ösby – Eddavägen auf ein Zugpaar pro Tag. Am 1. Januar 1976 wurde dieser Streckenabschnitt stillgelegt und anschließend abgebaut.

### Neutrassierung bei Stocksund
Im Zuge des zweigleisigen Ausbaus wurde die Streckenführung bei Stocksund 1996 geändert. Die ehemalige eingleisige Drehbrücke über den Stocksund wurde durch eine feste, zweigleisige Brücke einige hundert Meter weiter westlich ersetzt. Der unmittelbar nördlich des Stocksundes gelegene Sikrenoberg, der von der alten Trasse umfahren worden war, wurde untertunnelt. Unmittelbar am nördlichen Tunnelportal wurde ein neuer Haltepunkt Stocksund gebaut. Die alte Trasse wurde teilweise durch Straßen, teilweise durch Fuß- und Radwege überbaut. Der ehemalige Bahnhof Stocksund ist seitdem ohne Gleisanschluss, das unter Denkmalschutz stehende Empfangsgebäude von 1904 wird als Wohnhaus genutzt.

## Streckennetz

### Aktuelle Strecken
Die Stammstrecke der heutigen Roslagsbana ist der Abschnitt Stockholms östra–Kårsta der ehemaligen Stammstrecke der SRJ. Von dieser zweigt in Djursholms Ösby die ebenfalls ursprünglich von der SRJ erbaute Strecke nach Näsbypark ab. In Roslags Näsby zweigt die ehemalige Södra Roslags Kustbana nach Åkersberga ab. Alle diese Strecken sind durchgehend mit 1500 Volt Gleichstrom elektrifiziert und mit dem Zugbeeinflussungssystem ATC ausgestattet. Eigentümer ist die Gesellschaft AB Storstockholms Lokaltrafik. Die Roslagsbahn wird seit 2010 ausgebaut, modernisiert und auf zahlreichen Teilstrecken zweigleisig ausgebaut. Seit Herbst 2014 werden die Teilstrecken Visinge–Täby kyrkby, Kragstalund–Vallentuna sowie Rydbo–Åkers Runö zweigleisig betrieben, die Teilstrecke Roslags Näsby–Visinge seit 2017. Der zweigleisige Ausbau weiterer Teilstrecken ist in Vorbereitung.
Die Strecken werden aktuell (Stand April 2024) von folgenden Linien bedient:
| Linie | Strecke                      | Länge   | Stationen |
| ----- | ---------------------------- | ------- | --------- |
| 27    | Stockholms östra – Kårsta    | 41,5 km | 22        |
| 28    | Stockholms östra – Österskär | 29,5 km | 19        |
| 29    | Stockholms östra – Näsbypark | 11,5 km | 11        |
| Total | Total                        | 65,0 km | 38        |

### Planungen
Als wichtigste Ergänzung wird der Neubau einer Stichbahn von Vallentuna zum Flughafen Arlanda diskutiert, die die Reisedauer mit öffentlichen Verkehrsmitteln drastisch verkürzen und die Emissionen von Treibhausgasen verringern soll.
Die Wirtschaftlichkeit der Strecke ist allerdings in Frage gestellt worden, es sind noch keine konkreten Beschlüsse dazu gefasst worden. Im Stockholmer Nahverkehrsplan 2050, der am 21. Juni 2022 vom Verkehrsausschuss der Region Stockholm beschlossen worden ist, wird dieser Streckenast als Maßnahme Åtgärder 67 Nivå 3 aufgeführt.
Weitere diskutierte Projekte sind der Wiederaufbau der Abschnitte Kårsta–Rimbo sowie Rimbo–Norrtälje. Beide Städte verfügen derzeit über stark frequentierte Busverbindungen nach Stockholm. Da eine Bahnlinie von Norrtälje über Rimbo nach Stockholm gegenüber dem derzeitigen Busverkehr nahezu keine Zeitersparnis erbringen würde, wurde auch eine Neubaustrecke parallel zur Autobahn E18 diskutiert, die dann etwa bei Täby auf die Roslagsbana getroffen wäre. Davon ist im Stockholmer Nahverkehrsplan 2050 keine Rede mehr. Zwar werden die erheblichen Reisezeiten auf dieser Relation, insbesondere nach Norrtälje, als Defizit deutlich benannt, jedoch sind als Maßnahmen bis 2030 lediglich für die Verbindung Danderyds sjukhus, Roslags Näsby, Arninge nach Rimbo ein Expressbus (Maßnahme 13) sowie eine neue Direktbuslinie von Karolinska und Solna nach Norrtälje (Maßnahme 50) aufgeführt. Erst für den längerfristigen Zeithorizont bis 2050 ist als Maßnahme Åtgärder 66 Nivå 3 die Streckenverlängerung von Kårsta nach Rimbo aufgenommen.
Darüber hinaus soll auf der Stammstrecke zwischen den derzeitigen Stationen Visinge und Täby kyrkby eine neue Umsteigehaltestelle Karby an der Überquerung des Länsväg 265 entstehen, um die neue tangentiale Expressbuslinie Kista–Sollentuna C–Täby C anzuschließen (bis 2030 geplante Maßnahme 28 des Nahverkehrsplanes 2050).
Schließlich gibt es seit 2017 Planungen, die aktuelle Endstation Stockholms östra aufzugeben und stattdessen die Bahn in einem Tunnel zum Odenplan und weiter zum Hauptbahnhof zu führen. Die Voruntersuchungen und Projektierungsarbeiten dazu begannen 2020.
Als Maßnahme 65 Niveau 1 ist im Nahverkehrsplan 2050 für die Roslagsbanan die Verlängerung der Bahnsteige für Zuglängen von 180 Metern vorgesehen, um die Streckenkapazität deutlich zu erhöhen. Die neuen Triebwagen vom Typ SL X15p sind dafür bereits ausgelegt und sollen zukünftig in Dreifachtraktion verkehren. Die in Planung befindlichen neuen Innenstadtstationen City und Odenplan werden bereits mit der neuen Bahnsteiglänge errichtet.
Weil mit den Ausbauplänen ein um 70 Prozent erhöhter Platzbedarf in den Zugdepots der Roslagsbanan entsteht, soll bis 2030 am Streckenzweig Österkärs ein neues Depot entstehen.

## Fahrzeuge

### Heutige Fahrzeuge

#### X10p

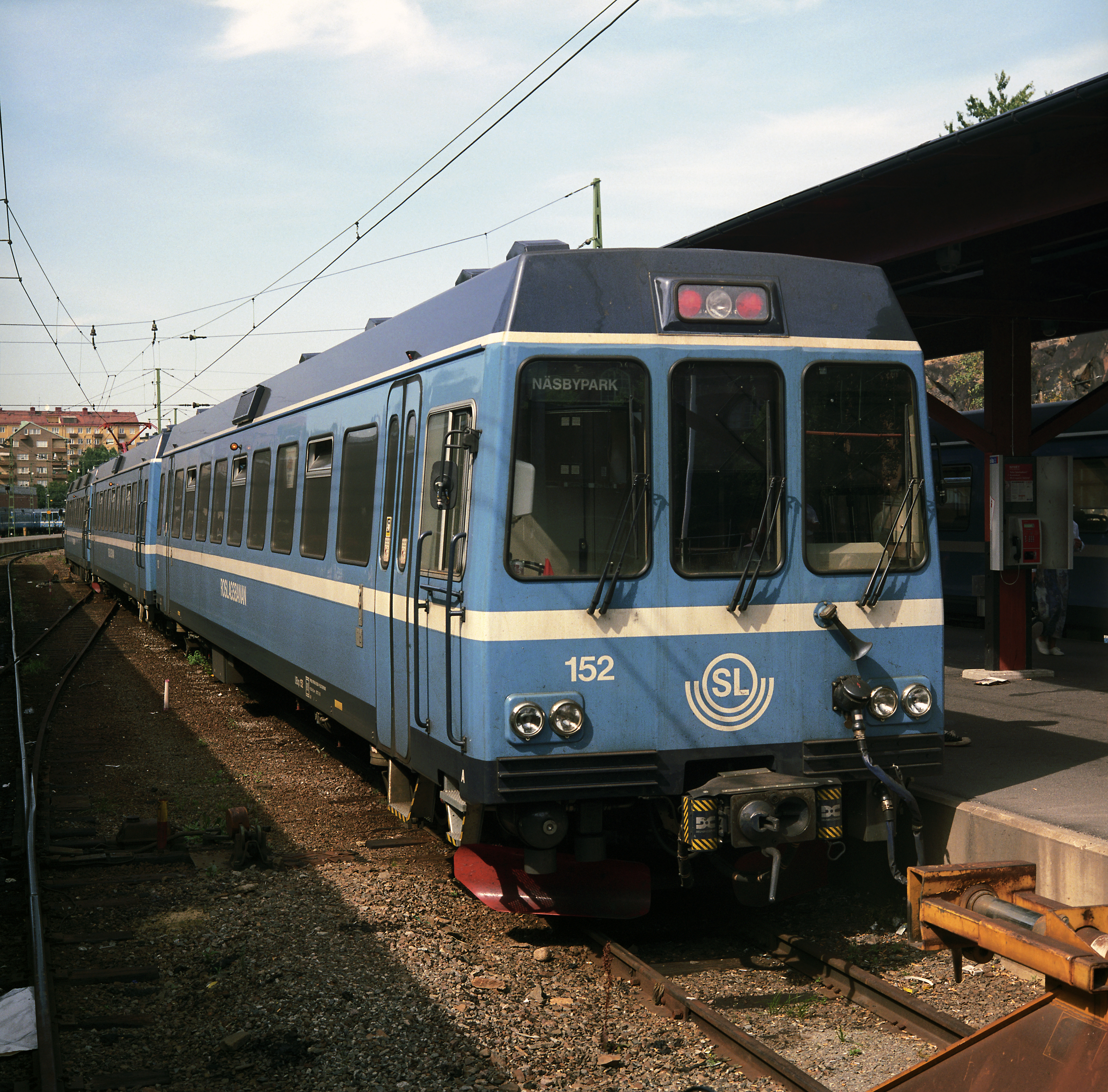
Steuerwagen UBxp 152 (1995)

Die Triebwagen vom Typ X10p sind für eine Höchstgeschwindigkeit von 80 km/h zugelassen und wurden zwischen 1988 und 1995 gebaut. Die Züge wurden zwischen 2012 und 2016 modernisiert. Dabei wurden unter anderem die Mittelwagen mit einem Niederflurteil ausgerüstet, um einen barrierefreien Zugang zu ermöglichen. Die Einsatzdauer der Züge soll sich so bis nach 2025 verlängern.

#### X15p
2016 wurden 22 neue Dreiwagenzüge bei Stadler Rail bestellt. Sie erhalten die Baureihenbezeichnung X15p. Das erste Fahrzeug wurde im Oktober 2020 nach Schweden geliefert und für umfangreiche Testfahrten genutzt. Der erste Betriebseinsatz fand dann am 31. Oktober 2023 statt. Die Züge sind für eine Geschwindigkeit von 120 km/h ausgelegt und können 312 Fahrgäste aufnehmen, 162 bieten sie einen Sitzplatz. Anfang 2022 wurden vier Züge nachbestellt.

### Ehemalige Fahrzeuge

#### X2p
Die Triebwagen der Baureihe X2p waren 1918–1919 von ASEA für die SRJ gebaut worden. Es wurden drei Wagen gebaut. Sie hatten die Achsfolge Bo’Bo’, eine Antriebsleistung von 280 kW, eine Höchstgeschwindigkeit von 60 km/h und boten 56 Sitzplätze für Reisende. Wegen ihrer hölzernen Außenverkleidung erhielten sie den Spitznamen Träburkar (Holzkisten). Sie wurden nicht mehr an SL übergeben und 1975 ausgemustert. Der Triebwagen 33 ist als nicht betriebsfähiges Museumsfahrzeug erhalten geblieben, die übrigen wurden verschrottet.

#### X3p

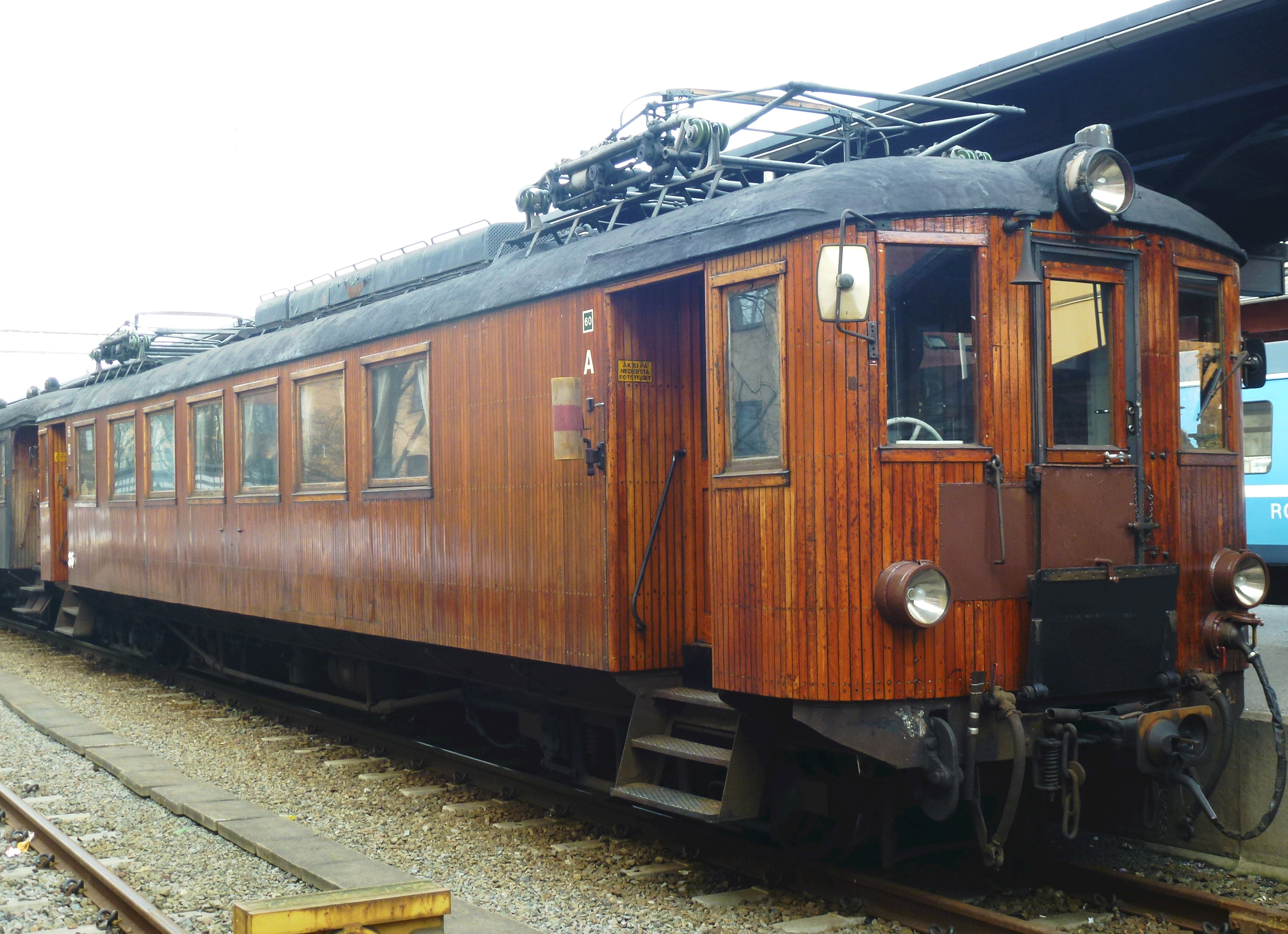
Triebwagen X3p 35

Von der Baureihe SL X3p wurden 1934 von ASEA lediglich zwei Triebwagen gebaut. Sie waren weitgehend baugleich mit den 1918–1919 gebauten X2p und übernahmen von diesen auch den Spitznamen Träburkar. Beide Triebwagen wurden 1972 an SL übergeben und fuhren dort bis 1993. Der Wagen 36 wurde anschließend verschrottet, während der Wagen 35 als betriebsfähiges Museumsfahrzeug erhalten geblieben ist und auf der Roslagsbahn zu Sonderfahrten eingesetzt wird.

#### X4p

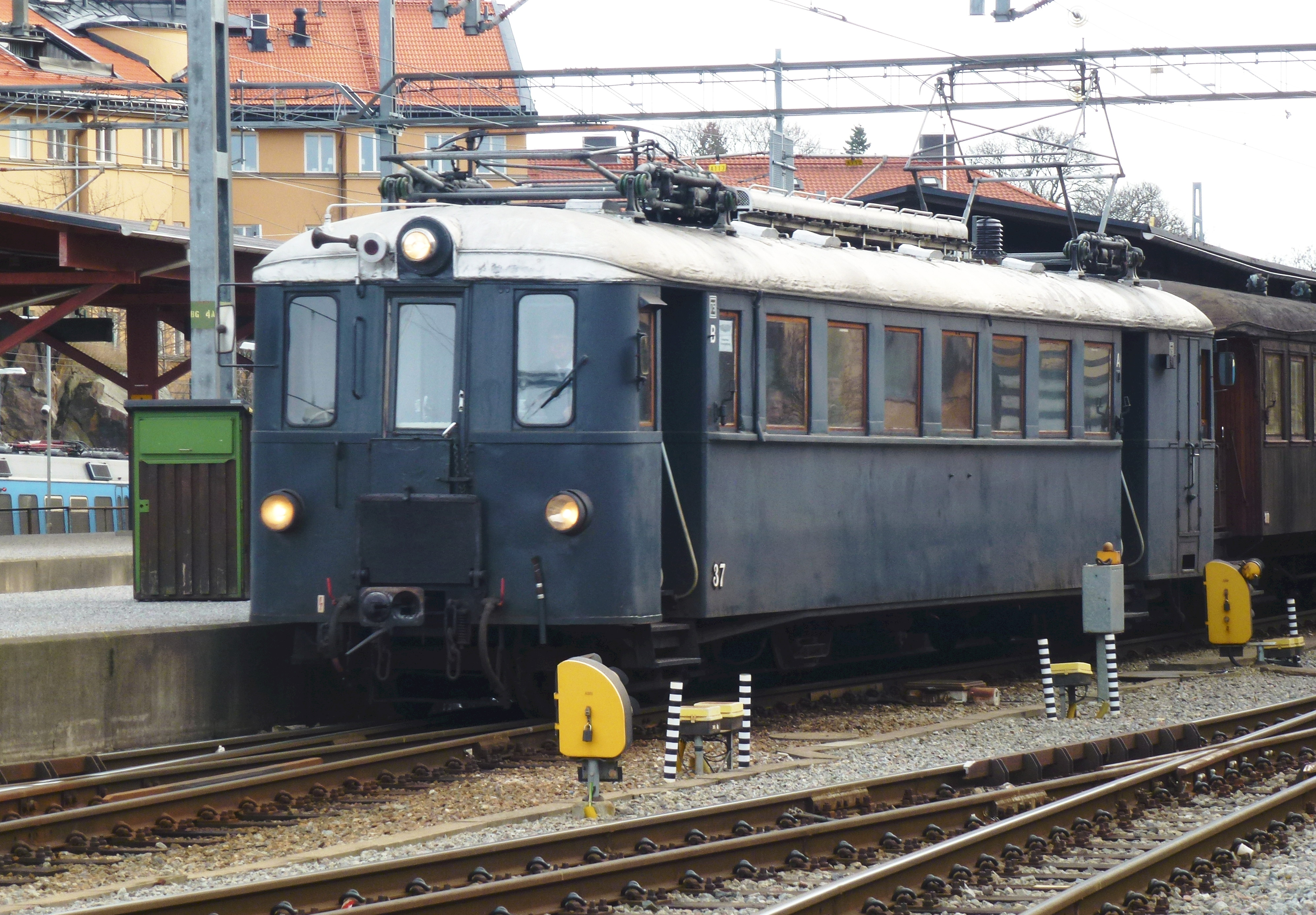
Triebwagen X4p 37

Von dieser Baureihe wurden zwischen 1938 und 1940 insgesamt neun Fahrzeuge gebaut. Sie fuhren zunächst unter den Ordnungsnummern 121 bis 129 auf der Djursholmsbahn. Später wurden sie mit den Ordnungsnummern 37–45 in das Nummernschema der Roslagsbahn eingereiht. Im Gegensatz zu den älteren Baureihen waren bei ihnen die Wagenkästen mit Stahlblech und nicht mehr mit Holz verkleidet. Der Wagen 37 ist als Museumsfahrzeug betriebsfähig erhalten.

#### X7p
Von der Baureihe X7p wurden insgesamt elf Triebwagen zwischen 1946 und 1949 ebenfalls von ASEA gebaut. Sechs von ihnen wurden zwischen 1984 und 1985 für den Betrieb mit Steuerwagen umgebaut. Ab 1990 wurden die Triebwagen nach und nach durch die Einheiten der neuen Baureihe X10p ersetzt, ausgemustert und verschrottet. Der Wagen 54 ist in nicht betriebsfähigem Zustand erhalten geblieben und steht heute im Stockholmer Straßenbahnmuseum Stockholms Spårvägsmuseum.

#### X9p
Die Triebwagen der Baureihe X9p wurden ebenfalls wieder von ASEA in Stahlblechbauweise gebaut. Sie wurden 1962 geliefert. Ähnlich wie die Wagen der Baureihe SL X7p wurden auch diese zwischen 1984 und 1985 für den Betrieb mit Steuerwagen ausgerüstet, ab 1990 aber ausgemustert. Von der Baureihe X9p ist kein Fahrzeug erhalten geblieben.

## Betrieb
In Stockholms östra ist ein direktes Umsteigen in die rote Linie der Stockholmer U-Bahn (Station Tekniska högskolan) und zu zahlreichen Buslinien, u. a. nach Vaxholm und Norrtälje möglich. Der Betrieb lag von 2013 bis 2022 bei Arriva Sverige, die eine entsprechende Ausschreibung gewonnen hatte. Arriva kam im Sommer 2013 international in die Schlagzeilen, da das männliche Personal den Dienst teilweise in Röcken antrat, weil der Arbeitgeber trotz hoher Temperaturen in den Zügen keine kurzen Hosen zuließ.
Seit 2022 werden die Strecken von Transdev Sverige betrieben.
Im Allgemeinen fahren die Züge im 15-Minuten-Takt, im Berufsverkehr werden Eilzüge eingesetzt. Pro Tag fahren durchschnittlich 38.000 Personen mit der Roslagsbanan. Die Transportleistung liegt bei 2,5 Millionen Zugkilometern im Jahr.